# Любоненко Юрій Вікторович
Любоне́нко Ю́рій Ві́кторович (нар. 12 квітня 1950, Кривий Ріг, Дніпропетровська область, Українська РСР, СРСР) — український політичний діяч, міський голова міста Кривий Ріг у 1992–2010 роках, член правління Асоціації міст України, почесний громадянин Кривого Рогу.

## Біографія
4 березня 1992 року на XI сесії Криворізької міської ради народних депутатів обраний головою міськради та головою міськвиконкому.
У червні 1994 року виборцями міста обраний головою Криворізької міської ради та головою міськвиконкому.
В березні 1998 року обраний міським головою втретє.
На виборах 26 березня 2006 року здобув абсолютну перевагу над вісьмома суперниками, набравши 68,9% голосів виборців.
У жовтні 2009 року його кандидатура висунена на посаду віце-прем'єр-міністра, але голосування з його призначення у Верховній Раді так і не відбулося.
У вересні 2010 оголосив, що не має наміру балотуватися на посаду міського голови на новий термін і замість того балотуватиметься до Дніпропетровської обласної ради